# Gora Lebedeva
Gora Lebedeva (englische Transkription von russisch Гора Лебедева Gora Lebedewa) ist ein Nunatak im ostantarktischen Mac-Robertson-Land. In den Prince Charles Mountains ragt er nordöstlich des Trail-Gletschers an der Südseite des Mount Menzies auf.
Russische Wissenschaftler benannten ihn. Der Namensgeber ist nicht überliefert.